# 宮脇理恵子
宮脇 理恵子（みやわき りえこ、本名同じ、1977年3月24日 - ）は、日本のタレント、モデル、女優、ナレーター、ラジオパーソナリティー。現在はジョイスタッフ所属。
2004年頃、浅野 理映子名義で活動していたこともある。

## 来歴
- 鹿児島県出身。鹿児島女子短期大学卒業。身長155cm、体重40kg、血液型はA型。
- 短大卒業後、中学校の国語教諭として就職。約3年間に渡り教鞭をとる。
- KBCテレビ「ドォーモ」内の「勝ち抜き美人バトル」で優勝。その後、2002年4月から2004年3月まで同番組でレポーターとして活動。
- 2007年ごろから関東地区に活動の場を移す。

## 資格・免許
- 野菜ソムリエ
- 書道三段
- 中学校二種教諭免許（国語）
- 中学校臨時教諭（家庭科）
- 司書教諭
- 簿記実務2級
- 珠算2級
- 普通自動車免許

## 人物・エピソード
- 苔の栽培、釣り、陶芸が趣味。
- カタカナが苦手。むさしのFMで2007年4月から放送されていたレギュラー番組、「THE!カウントダウン吉祥寺」では、生放送のためかよく噛んだ。苦手なことは本人も自覚しているようで、番組内でもよく自虐的にネタにしていた。
- むさしのFM「THE!カウントダウン吉祥寺」内のコーナーの一環として、むさしのFMがある武蔵野商工会館1階「地域情報コーナー」に、宮脇理恵子の写真が表紙の交流ノートを設置していた。毎週金曜日の生放送のあと、本人が直接書き込んでいた。
- 2008年3月7日放送の「THE!カウントダウン吉祥寺」で、「おへそから汁が出たことがある」と告白。
- 2007年4月〜2008年3月まで、毎月最終週の日曜日に吉祥寺伊勢丹（現・コピス吉祥寺）前「FFテラス」にて行われていた、「むさしのFM主催“吉祥寺まちなかライブ”」にMCとして出演していた。
- テレビ朝日「快感MAP」の「美人DJランキングMAP」で、むさしのFM代表として紹介される。レポーターの南海キャンディーズ・山ちゃんによってランク付けされ、5人中3位という中途半端な結果に終わる。
- 母親が非常に個性的な性格でバラエティ映えする、いわゆる「おもしろおばちゃん」であり、強烈なキャラクターを持つ。これまでに何度かテレビやラジオでの親子競演を果たしている。

## 出演

### テレビ
- 燃える東洋SHOW（2001年4月-2002年3月、KBCテレビ）
- ドォーモ（2002年4月-2004年3月、KBCテレビ）
- 事件記者 浦上伸介6（2008年4月9日、テレビ東京） - 梅崎理美（被害者）役
- ザ・サンデー千葉市（2008年4月-　千葉テレビ放送）
- 矢部美穂のオンナの蜜談（MONDO21）
- 熱血BO-SO TV（2010年4月-、千葉テレビ放送） - ナレーター
- こちらワクワク情報局（2011年4月-　厚木伊勢原ケーブルネットワーク） - レポーター
- ウィークリーとしま（豊島ケーブルネットワーク）
- スーパーJチャンネル（テレビ朝日およびANN系列） - レポーター

### ラジオ
- タカプレディー（2000年4月-2001年3月、μ-FM）
- HOTEL WATANABE STREET（2004年4月-2005年3月、fm fukuoka）
- Saturday Morning Good（2005年4月-2006年12月、fm fukuoka）
- THE!カウントダウン吉祥寺（2007年4月-2008年3月、むさしのFM）

### 舞台
- オズ・アカデミー第1回公演「君がそばにいた」

### イメージキャラクター
- TRAIN CARD JAPAN（はとバスエージェンシー）